# Mie Bekker Lacota
Mie Bekker Lacota (10 de noviembre de 1988) es una deportista danesa que compitió en ciclismo en la modalidad de pista, especialista en la prueba de puntuación.
Ganó una medalla de plata en el Campeonato Mundial de Ciclismo en Pista de 2007, en la carrera por puntos.

## Medallero internacional
| Campeonato Mundial | Campeonato Mundial         | Campeonato Mundial | Campeonato Mundial |
| Año                | Lugar                      | Medalla            | Competición        |
| ------------------ | -------------------------- | ------------------ | ------------------ |
| 2007               | Palma de Mallorca (España) | Medalla de plata   | Puntuación         |